# Carl Pedersen
Carl Julius Pedersen (ur. 25 lipca 1883 w Rø, zm. 18 sierpnia 1971 we Frederiksbergu) – duński gimnastyk, medalista olimpijski.
Uczestniczył w rywalizacji na V Letnich Igrzyskach olimpijskich rozgrywanych w Sztokholmie w 1912 roku. Startował tam w dwóch konkurencjach gimnastycznych. W wieloboju indywidualnym, z wynikiem 97,25 punktu, zajął 34. miejsce na 44 startujących zawodników, ex aequo z innym duńskim zawodnikiem Nielsem Petersenem. W wieloboju drużynowym w systemie wolnym zajął z drużyną trzecie miejsce, przegrywając jedynie z drużyną norweską i fińską.